# Marca Anconitana
La Marca Anconitana (chiamata anche Marca Anconetana o Marca d'Ancona) corrispondeva all'incirca all'attuale regione Marche, che ne riprende il nome. Eretta dall'imperatore Enrico IV (intorno al 1090) nel territorio del Patrimonium Sancti Petri, fu oggetto di contesa tra Papato e Impero. Nel 1177 Papa Alessandro III la dichiarò feudo sia dello Stato della Chiesa che del Sacro Romano Impero. Papa Innocenzo III (1198-1216) nel 1210 la incorporò nello Stato della Chiesa.

## Storia

### Dalle origini al XVI secolo

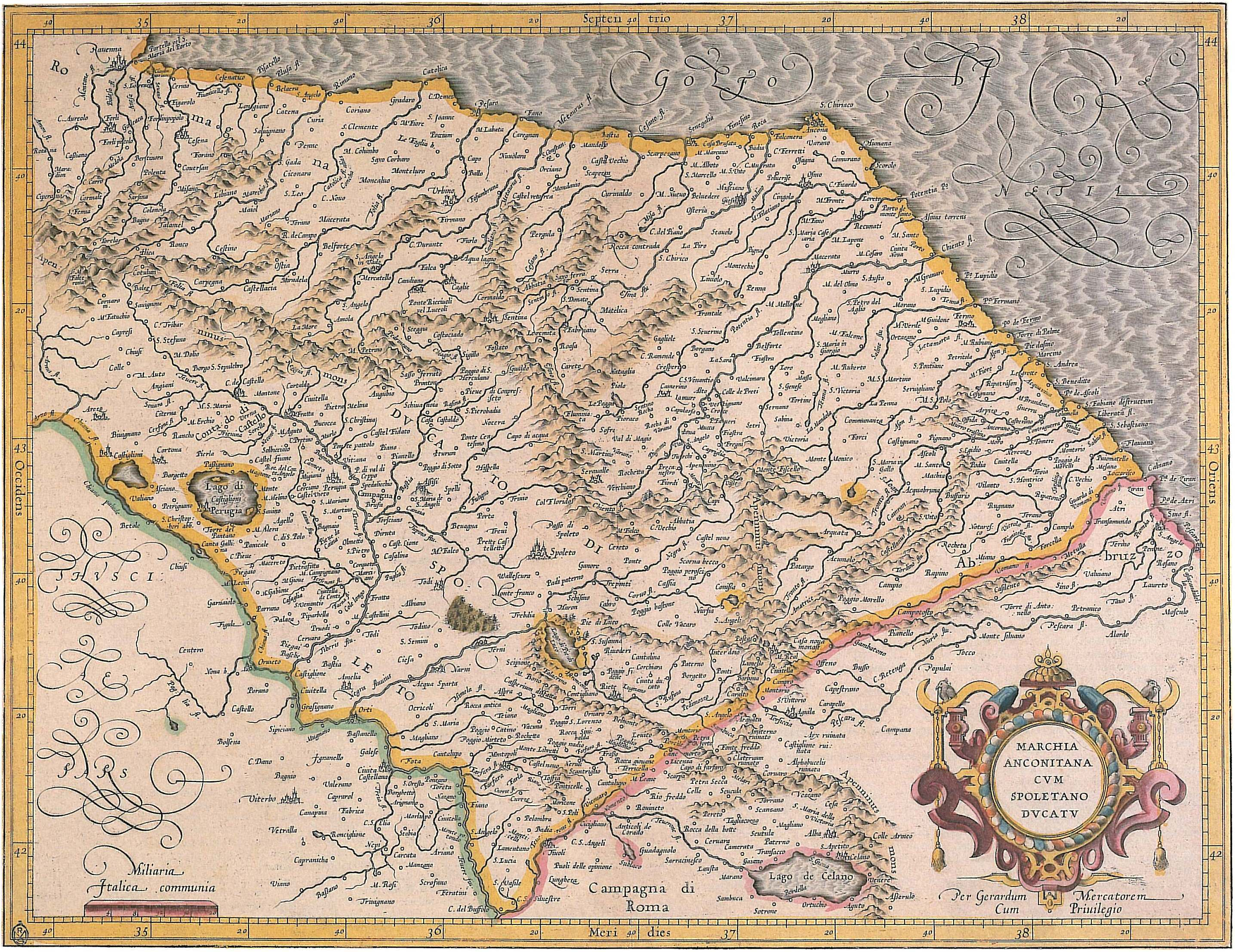
La Marca Anconitana alla fine del XVI secolo.

La Marca venne costituita in seguito all'accorpamento di parte dei territori già compresi nella Pentapoli bizantina (di cui Ancona aveva fatto parte) con la Marca Fermana (corrispondente al territorio tra i fiumi Musone e il Tronto). Fino a quando la Marca fu sotto il potere imperiale, il marchese, rappresentante dell'imperatore, risiedeva ad Ancona; con il fiorire dell'indipendenza comunale il potere del marchese divenne sempre più labile e teorico, fino a poter essere considerato solo nominale.
In seguito la Marca passò sotto il dominio pontificio, anch'esso per i primi secoli solo teorico, sostanziandosi spesso solo in un pagamento di tributo annuale alla Camera Apostolica da parte delle varie autonomie comunali. Significativo in proposito è il fatto che la stessa città di Ancona, che dava il nome alla Marca, non era soggetta al dominio diretto della Chiesa, e per questo motivo non poteva ospitare il governatore papale, che risiedeva invece a Fermo.
Dal 1278 è documentata la presenza di un rettore, coordinatore delle attività dei governatori e referente diretto del pontefice.
La Marca Anconitana fu confermata nelle Costituzioni egidiane emanate nel 1357 a Fano dal cardinale Egidio Albornoz, che energicamente cercò di mettere sotto un più forte controllo papale tutto il territorio. Dalle costituzioni risulta che la Marca di Ancona aveva confini coincidenti con quelli dell'attuale regione Marche, e che le cinque città considerate "maggiori" erano Ancona, Urbino, Camerino, Fermo ed Ascoli; le città considerate "grandi" erano invece Pesaro, Fano, Fossombrone, Cagli, Fabriano, Jesi, Recanati, San Severino e Macerata. Le città mediocri erano ventidue, tra cui Osimo e Cingoli; le città piccole erano ventisei, tra cui Senigallia; le città minori, infine, erano dodici, tra cui Numana. Ancona, dando il nome alla Marca, era la prima tra le città maggiori.
Nel XV secolo, in seguito a furiose rivolte scoppiate a Fermo contro il papato, il titolo di capoluogo passò (dopo essere stato trasferito ai comuni di Recanati, Fabriano e Tolentino) alla città di Macerata. Dal 1433 al 1447 la Marca Anconitana fu sotto la signoria del condottiero Francesco Sforza (1401-1466) che, dopo averla occupata quasi per intero, ebbe da parte del pontefice Eugenio IV il riconoscimento giuridico delle sue conquiste e governò con il titolo di vicario pontificio e gonfaloniere della Chiesa.

### Dall'annessione di Ancona al 1797

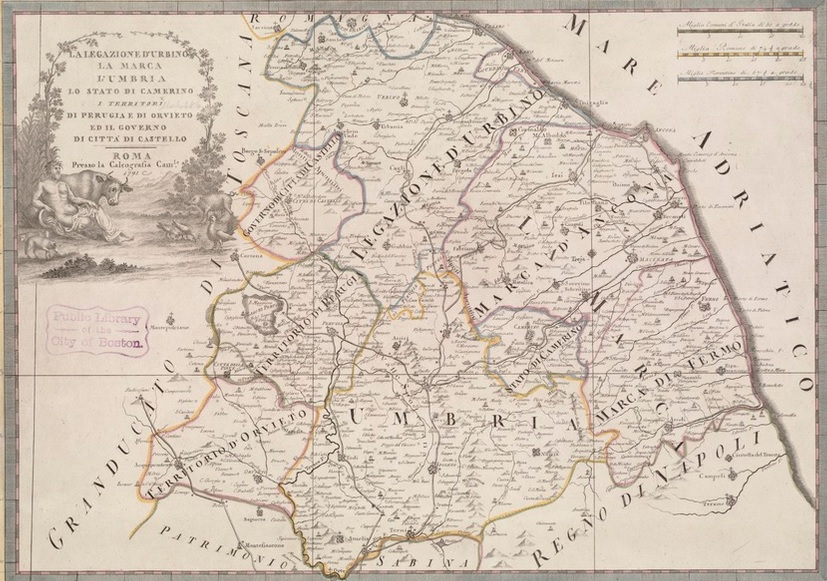
Le legazioni di Marche ed Umbria nello Stato della Chiesa (1791).

A poco a poco le città conquistate dagli Sforza si arresero e tornarono a obbedire al papa e da quel momento la marca di Ancona seguì le vicende storiche dello Stato Pontificio. Furono due gli eventi che sancirono definitivamente l'affermazione del dominio papale sulla regione: la fine della Repubblica marinara di Ancona nel 1532 e, nel Ducato di Urbino, l'estinzione della dinastia dei Della Rovere nel 1631.
Dopo l'annessione del Ducato fu effettuata una riorganizzazione dei territori dello Stato Pontificio. L'ex ducato divenne Legazione, mentre la Marca Anconitana fu declassata a provincia («governo di prelati»). La Santa Sede nominò un governatore a Macerata che portò il titolo di "governatore delle Marche".
All’indomani della pace di Cateau-Cambrésis (1559), che concluse le guerre d’Italia, si consolidò un sistema di governo patrizio di tipo repubblicano e collegiale dove il Papa, «principe naturale», si appoggiava su classi dirigenti locali in maggioranza di origine comunale, che si sostituirono nel controllo del territorio alle signorie e agli ultimi residui di feudalità, marginalizzati dallo Stato Pontificio nel secolo precedente.

### Dopo l'Età napoleonica
Dopo il ripristino della sovranità dello Stato Pontificio (1815) la regione, denominata a seconda dei periodi Marca, oppure le Marche, oppure Marca Anconitana e Fermana, olim Picenum (cioè "già Piceno"), viene suddivisa in sei Delegazioni (cioè province) con capoluoghi Urbino, Ancona, Camerino, Macerata, Fermo e Ascoli Piceno. Tale organizzazione amministrativa perdurò, salvo qualche interruzione (come durante il periodo napoleonico), fino all'autunno 1860 quando da nord arrivò l'esercito sabaudo.

## Marchesi della Marca
Casata d'Este
- Azzo VI d'Este (1210-1212)
- Aldobrandino I d'Este (1212-1215)

Altri
- Giovanni Colonna (1288 †1293)
- Stefano Colonna il Vecchio (1290)
- Berardo I da Varano (1319)[6]

...
- Lodovico Migliorati (1405-1428)[7]
- Francesco Sforza (1434-1443)

## Cronotassi dei legati apostolici
Con sede a Fermo
- Angelo Correr (4 aprile 1405 - 24 settembre 1406)
- Angelo Cino (8 maggio 1409 - 21 giugno 1412)
- Angelo Correr già papa Gregorio XII (4 luglio 1415 - 18 ottobre 1417), con sede ad Ancona
- Giordano Orsini (18 marzo 1419)
- Gabriele Condulmer (1420-1423)
- Astorgio Agnese[8] o Astorgio Agnesi[9] (agosto 1426 - aprile 1427)
- Giovanni Vitelleschi (16 aprile 1432 - 25 marzo 1434)
- Francesco Sforza (25 marzo 1434 - 1447[10])

Con sede a Macerata

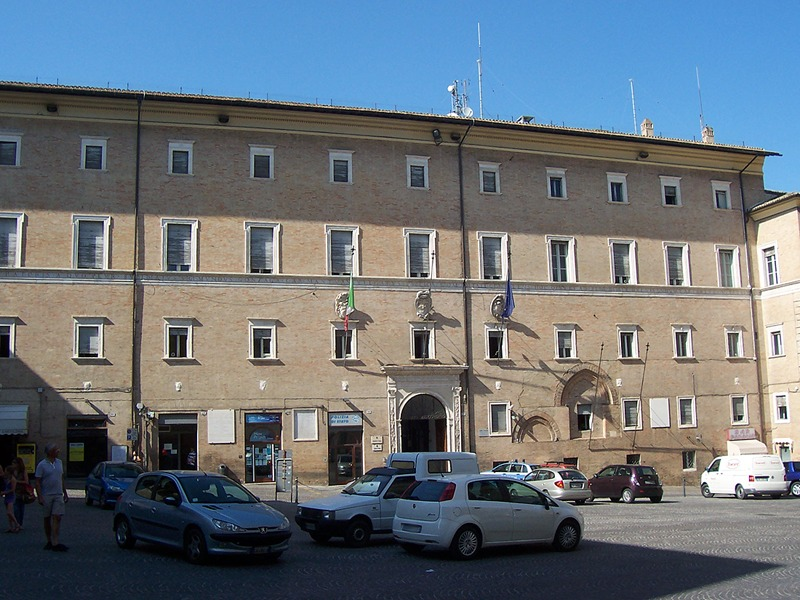
Macerata, Palazzo dei Legati Pontifici

- Ludovico Scarampi Mezzarota (3 settembre 1442 - 25 gennaio 1446)
- Domenico Capranica (25 gennaio 1446 - 1448) [Nella prima parte del mandato si rifugia a Fermo[11]]
- Filippo Calandrini (1448-1451)
- Rodrigo Borgia, nipote di Callisto III (31 dicembre 1456-1458)
- Giovanni Castiglione (1458 – 14 aprile 1460 † )
- Francesco Todeschini Piccolomini (1460-1464)
- Latino Orsini (1464-1466)
- Angelo Maccafani[12] (marzo 1469 - ?)
- Bartolomeo Roverella (1471-1474)
- Giuliano della Rovere, nipote di Sisto IV (1474-1476) (Ia volta)
- Giovanni Ducco (1479-1480) (in qualità di pro-legato)
- Raffaele Riario (1480-1484)
- Giovanni Battista Orsini (1484-1485) (Ia volta)
- Jean Balue, francese, (1487-1491)[13]
- Giovanni Battista Orsini (1492-1497) (IIa volta)
- Juan de Vera, spagnolo, (1500-1502)
- Alessandro Farnese il Vecchio (1502-1508)
- Sigismondo Gonzaga, figlio di Federico I (24 febbraio 1508-1514)[14]
- Luigi d'Aragona nipote di Ferdinando I (1514)
- Francesco Armellini (1518-1527)
- Pompeo Colonna (1527-1531)
- Benedetto Accolti (8 luglio 1532-1534)
- Ippolito de' Medici, nipote di Leone X (5 settembre 1534-1535)
- Giovanni Domenico de Cupis (1º settembre 1536 - 1539)
- Rodolfo Pio (1539-1542)
- Ranuccio Farnese, nipote di Paolo III (27 agosto 1546 - 2 novembre 1547) (Ia volta)
- Ranuccio Farnese (1550-1551) (IIa volta)
- Giacomo Savelli (18 febbraio 1551-1555)

1555 - Sospensione della nomina legatizia.
- Cristoforo Madruzzo (26 aprile 1560-1563)
- Marco Sittico Altemps, nipote di Pio IV (1º novembre 1564-1566)

30 gennaio 1566 – Revoca di tutte le nomine legatizie.
- Filippo Guastavillani (18 ottobre 1578 - 11 luglio 1580)
- Alessandro Sforza di Santa Fiora, nipote di Paolo III (11 luglio 1580 - 16 maggio 1581)
- Marcantonio Colonna (25 ottobre 1581-1583)
- Alfonso Gesualdo (13 maggio 1585-1587)
- Benedetto Giustiniani (30 gennaio 1591-1592)
- Giovanni Francesco Biandrate di San Giorgio (14 aprile 1597-1598)
- Ottavio Bandini (1º novembre 1598-1604)
- Ferdinando Taverna (24 novembre 1604-1606)
- Alfonso Visconti (23 ottobre 1606-1608)
- Carlo Emmanuele Pio di Savoia (17 marzo 1621-1623)
- Antonio Barberini, nipote di Urbano VIII (1628-1630)
- Giangiacomo Teodoro Trivulzio (2 giugno 1631-1634)

Successivamente la Marca fu ridimensionata da legazione a provincia ("governo di prelati"). Nel 1662 il cardinale Lorenzo Imperiali fu nominato legato, carica ormai pleonastica.